# 地缘政治学
地缘政治学（英語：Geopolitics），是一門旨在研究地理因素（人文地理、自然地理）如何形塑政治與國際關係的學科；用於探討個人、組織或團體，因為空間分佈等的地理因素，經營政治的手段及方法。目前用於軍事、外交等戰略分析方面較多，通常以地理因素為基礎，分析其上的經濟、社會、軍事、外交、歷史、政治等。

## 源起
普遍認為，地緣政治學源起於政治地理學。而地緣政治理論的根源，可以追溯到德國地理學家弗里德里希·拉采尔在1897年所提的「國家有機體」論，以及之後發表的「生存空間」概念。但是「地緣政治」這一詞，則是源自於瑞典學者魯道夫·契倫。契倫進一步發展拉采爾的理論，用地理來解釋政治現象。:41-42

## 傳統地緣政治理論

### 海權論
美國海軍軍官，同時也是歷史學家的阿尔弗雷德·赛耶·马汉，經由對英國海軍發展與海洋霸權的研究，提出一套以制海權概念解釋歷史的理論。於1890年，出版《海權對歷史的影響1660－1783》闡述海權理論，其論點之中心在於海上力量對於國家繁榮與安全的重要性，若是一個國家要成為強國，必須要掌握在海洋上自由行動的能力:43-44。

### 陸權論
1904年，英國地緣政治學鼻祖哈尔福德·麦金德發表了「历史的地理枢纽」論文，創立了與海權相對應的陸權理論。他將歐亞大陸中心地帶稱為樞紐地帶，視其為世界政治的樞紐。1919年，又將「樞紐地帶」的概念修改為「世界島」的「心臟地帶（heartland）」，並且把歐、亞、非三大陸統稱為「世界島」。他的“心脏地带论”認為：:44-45
控制了东欧就等于控制了心脏地带，控制了心脏地带就等于控制了世界岛，控制了世界岛就等于控制了世界
第二次世界大戰之後，美国地缘政治学家尼古拉斯·斯皮克曼則於40年代基於麥金德的心臟地帶概念，提出了相應的「邊緣地帶（rimland）」學說。他認為，兩次世界大戰都是發生在邊緣地帶，而且邊緣地帶在經濟上、人口上都超越心臟地帶。因此：:45-46
控制了邊缘地带就等于控制了欧亚大陆，控制了欧亚大陆就等于控制了世界的命运

### 空權論
空權論首先由意大利將軍朱利奧·杜黑提出，他認為「天路」是兩點之間最近的距離，而空權可以決定戰爭的命運。1921年朱利奧·杜黑發表《制空權》一書，指出要發展強大的空軍，爭奪制空權，獲得戰略主動。而以空軍戰略轟炸摧毀敵國戰略目標，即無須與陸軍海軍正面作戰，也能夠消滅抵抗的意志。
1950年代，亞歷山大·P·塞维尔斯基根据空军在战略中的重要作用和美国、苏联空军控制范围重叠的地区，提出北极地区对美国争夺制空权十分重要的理论，被称为空权论。

### 德國地緣政治
德國地緣政治興起於第一次世界大戰後，代表人物是德國將軍卡爾·豪斯霍弗爾，他推崇「國家有機體」與「心臟地帶」學說，並且深受「生存空間」（德語：Lebensraum）概念的影響。他認為，生存空間是國家發展的必要條件，因而國家掠奪更多的生存空間是合理的；而心臟地帶論也可以說明德國的戰略定位與對外戰略。20世紀20年代開始，他利用其創辦的期刊推廣德國地緣政治的思想，並且影響了納粹擴張主義的發展。德國地緣政治成為納粹德國擴張主義的後盾，連帶拖累了戰後地緣政治及政治地理學的地位與發展。:46-48

#### 理论核心
1. 国家是一个由各种资源结合起来的有机体。
2. 有机体必须进行扩张来拓展生存空间。
3. 战争在这个有机体的理论下是允许的。
4. 这些理论都有极权主义做后盾。
5. 必须结合其他国家成为一个同盟。[5]

## 現代地緣政治理論

### 分裂世界論
代表人物：掃羅·B·柯恩

代表著作：《分裂世界的地理與政治》

### 文明衝突論
代表人物：塞繆爾·P·亨廷頓
代表著作：《文明的衝突、文明衝突與世界秩序的重建》 ISBN 978-7-5011-3872-2 ISBN 978-957-08-1703-4

### 單極論
代表人物：布里辛斯基
代表著作：《大棋盤》 ISBN 978-7-208-06606-9 ISBN 978-957-8453-34-0

### 多極論
代表人物：基辛格
代表著作：《大外交》 ISBN 978-7-80617-934-5 （ISBN 978-957-8396-16-6 ISBN 978-957-8396-17-3）

### 整合論
代表人物：阿爾伯特·德芒戎
代表著作：《歐洲的衰弱》